# Program Pioneer

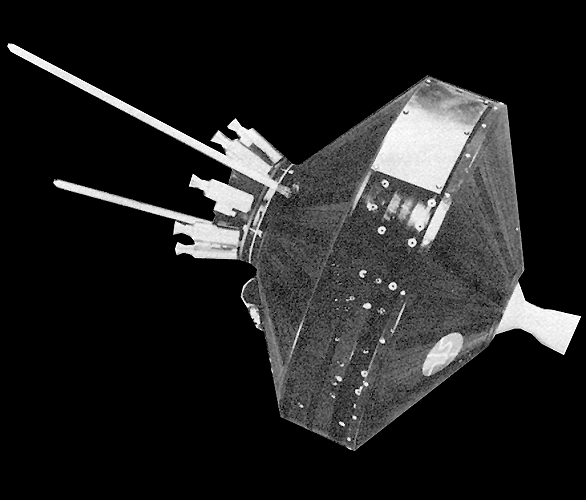
Sondy Pioneer 0, 1 i 2

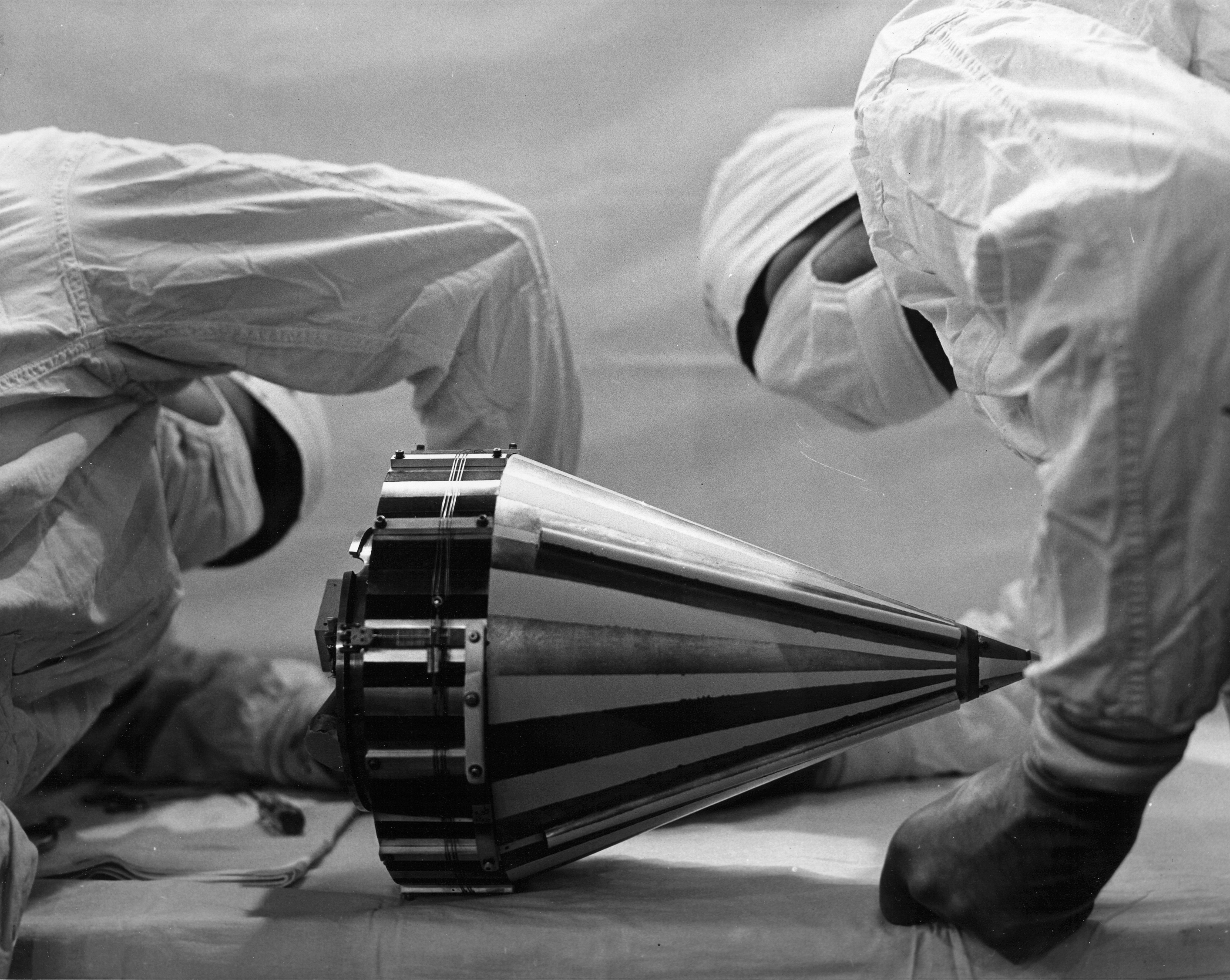
Sondy Pioneer 3 i 4

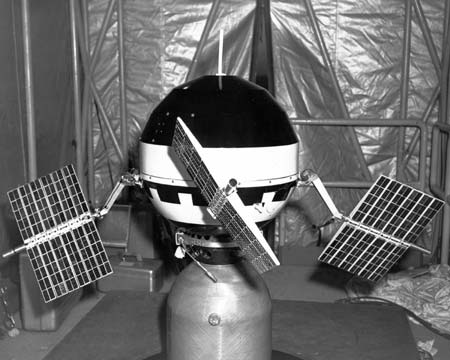
Sonda Pioneer 5

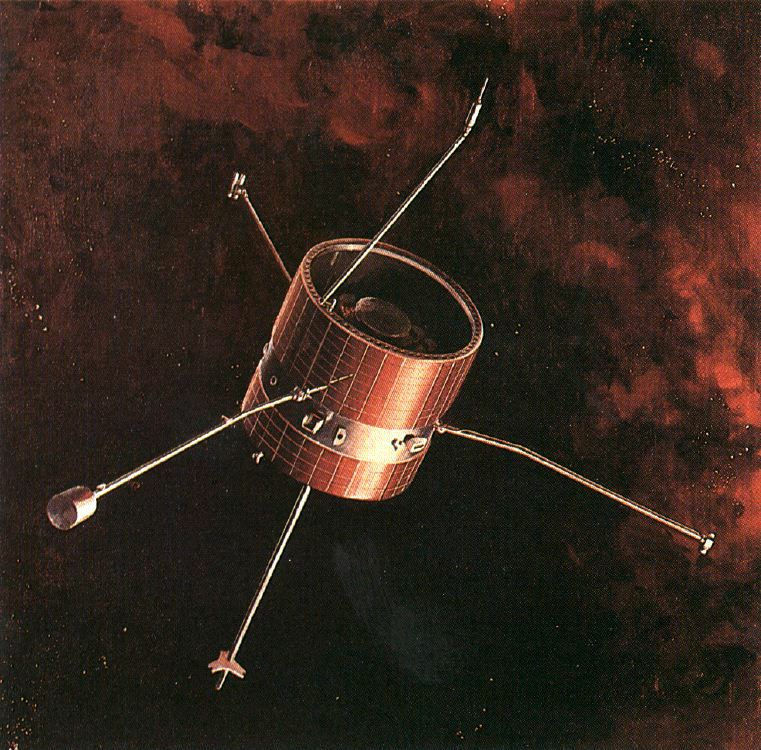
Sondy Pioneer 6 do Pioneer E

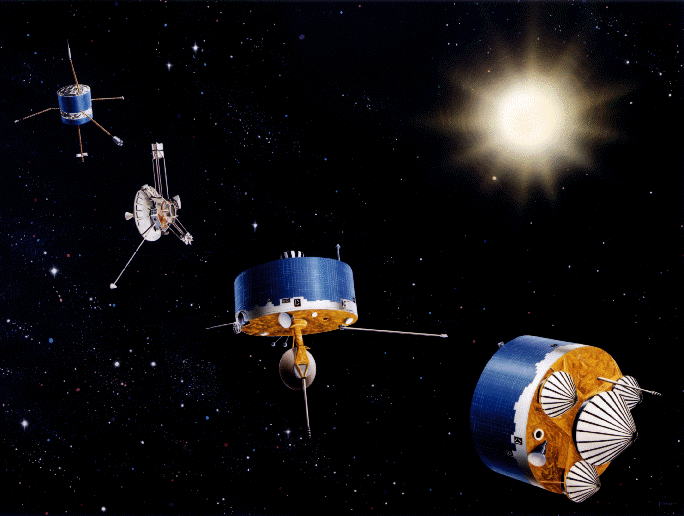
Sondy programu Pioneer od Pioneer 6 do Pioneer Venus 2

Program Pioneer – program misji amerykańskich sond kosmicznych przeznaczonych do prowadzenia badań Księżyca, przestrzeni międzyplanetarnej i planet. Starty sond Pioneer odbywały się w latach 1958 – 1978.
Pierwsze sondy programu Pioneer przeznaczone były do badania Księżyca. Żadna z nich nie osiągnęła planowanego celu, dostarczyły jednak informacji o strukturze pasów radiacyjnych otaczających Ziemię. Misje te realizowane były przez U.S. Air Force i U.S. Army Ballistic Missile Agency, z którymi współpracowała nowo powstała agencja NASA. Pioneer 5 był pierwszą sondą przeznaczoną do badania przestrzeni międzyplanetarnej.
Począwszy od 1965 roku program Pioneer realizowany był przez ośrodek NASA Ames Research Center. Do najbardziej znanych i udanych należały misje sond Pioneer 10 i Pioneer 11, które dokonały pierwszych przelotów w pobliżu Jowisza i jako pierwsze osiągnęły prędkość ucieczki z Układu Słonecznego. Pioneer 11 dokonał także pierwszego przelotu obok Saturna. Sonda Pioneer Venus 1 wykonała pierwszą globalną radarową mapę powierzchni Wenus.

## Lista misji programu Pioneer
| Nazwa | Inne nazwy                              | Data startu          | Zadania                        | Uwagi                                                                    |
| --- | --------------------------------------- | -------------------- | ------------------------------ | ------------------------------------------------------------------------ |
| Pioneer 0 | Able 1, Thor-Able 1                     | 17 sierpnia 1958     | Sztuczny satelita Księżyca     | Niepowodzenie Awaria rakiety nośnej.                                     |
| Pioneer 1 | Able 2, Thor-Able 2                     | 11 października 1958 | Sztuczny satelita Księżyca.    | Niepowodzenie Osiągnięta odległość 113 854 km od powierzchni Ziemi.      |
| Pioneer 2 | Able 3, Thor-Able 3                     | 8 listopada 1958     | Sztuczny satelita Księżyca     | Niepowodzenie Osiągnięta odległość 1 550 km od powierzchni Ziemi.        |
| Pioneer 3 |                                         | 6 grudnia 1958       | Przelot obok Księżyca          | Niepowodzenie Osiągnięta odległość 102 322 km od powierzchni Ziemi.      |
| Pioneer 4 |                                         | 3 marca 1959         | Przelot obok Księżyca          | Częściowy sukces Przelot w odległości 59 545 km od powierzchni Księżyca. |
| Pioneer P-3 | P-3, Able IVB, Atlas-Able 4B, Pioneer X | 26 listopada 1959    | Sztuczny satelita Księżyca     | Niepowodzenie Awaria rakiety nośnej.                                     |
| Pioneer 5 | P-2, Able 6                             | 11 marca 1960        | Orbita heliocentryczna         | Sukces                                                                   |
| Pioneer P-30 | P-30, Able VA, Atlas-Able 5A, Pioneer Y | 25 września 1960     | Sztuczny satelita Księżyca     | Niepowodzenie Awaria rakiety nośnej.                                     |
| Pioneer P-31 | P-31, Able VB, Atlas-Able 5B, Pioneer Z | 15 grudnia 1960      | Sztuczny satelita Księżyca     | Niepowodzenie Awaria rakiety nośnej.                                     |
| Pioneer 6 | Pioneer A                               | 16 grudnia 1965      | Orbita heliocentryczna         | Sukces                                                                   |
| Pioneer 7 | Pioneer B                               | 17 sierpnia 1966     | Orbita heliocentryczna         | Sukces                                                                   |
| Pioneer 8 | Pioneer C                               | 13 grudnia 1967      | Orbita heliocentryczna         | Sukces                                                                   |
| Pioneer 9 | Pioneer D                               | 8 listopada 1968     | Orbita heliocentryczna         | Sukces                                                                   |
| Pioneer E |                                         | 27 sierpnia 1969     | Orbita heliocentryczna         | Niepowodzenie Awaria rakiety nośnej.                                     |
| Pioneer 10 | Pioneer F                               | 3 marca 1972         | Przelot obok Jowisza           | Sukces                                                                   |
| Pioneer 11 | Pioneer G                               | 6 kwietnia 1973      | Przelot obok Jowisza i Saturna | Sukces                                                                   |
| Pioneer H |                                         | –                    | –                              | Kopia sond Pioneer 10 i 11. Nie została wystrzelona.                     |
| Pioneer Venus 1 | Pioneer Venus Orbiter, Pioneer 12       | 20 maja 1978         | Sztuczny satelita Wenus        | Sukces                                                                   |
| Pioneer Venus 2 - Pioneer Venus Probe Bus - Pioneer Venus Large Probe - Pioneer Venus North Probe - Pioneer Venus Night Probe - Pioneer Venus Day Probe | Pioneer Venus Multiprobe, Pioneer 13    | 8 sierpnia 1978      | Próbniki atmosferyczne Wenus   | Sukces                                                                   |